# Elliott Bennett
Elliott Bennett, né le 18 décembre 1988 à Telford, est un footballeur anglais qui évolue au poste de milieu de terrain.

## Biographie
ààà
Le 9 octobre 2015, il est prêté pour trois mois à Bristol City.
Le 5 janvier 2016, il rejoint Blackburn.
Le 17 juin 2021, il rejoint Shrewsbury Town, avec lequel il reste jusqu'à 2024.

## Palmarès

### En club
- Brighton & Hove Albion
  - Champion d'Angleterre de troisième division en 2011.

- Blackburn Rovers
  - Vice-champion d'Angleterre de troisième division en 2018.

### Distinction individuelle
- Membre de l'équipe-type du Championnat d'Angleterre de troisième division en 2011.